# Artista de videojuegos
Un artista de videojuegos es la persona encargada de crear arte diseñada específicamente para un videojuego. Los artistas de videojuegos son los responsables de todos los aspectos del desarrollo de un videojuego que tengan que ver con las artes visuales.
En los videojuegos modernos, los artistas de videojuegos crean arte en 2D como arte de concepto o texturas, y modelos 3D y animaciones.
Bajo la dirección de un director de arte o un diseñador de videojuegos, usualmente diseñan el aspecto del personaje a través del arte de concepto y luego los renderizan para integrarlos al juego. Además son los responsables de diseñar los escenarios y cualquiera de los otros efectos visuales del juego, como los FMVs.
Las capacidades de las primeras computadoras domésticas eran tan limitadas que no era necesario tener personal especializado para el arte. Hasta principios de los años 1980, casi todo el arte de los videojuegos era creado por los programadores. Este era simplemente creado por código especificando los colores y coordenadas de los píxeles.
Actualmente, los artistas de videojuegos componen una gran parte de muchos equipos de desarrollo. Hoy en día, las computadoras domésticas, los programas (como modeladores 3D) y las consolas de videojuegos son tan poderosos que el número de artistas puede superar por mucho el número de cualquier otro grupo de los equipos de desarrollo, como programadores o testers.

## Ganancias
Los salarios de los artistas de videojuegos varían según la empresa o país. Los sueldos generalmente oscilan entre los 50 mil y 100 mil dólares, según la experiencia y región. Sin embargo, por lo general suelen cobrar menos que los programadores y más que los testers y diseñadores.
Los resultados de una encuesta de 2007 indican que el salario promedio de un artista de videojuegos es de 66 594 dólares al año. Los artistas menos experimentados (con menos de tres años de experiencia) usualmente ganan alrededor de 43 657 dólares, mientras que los artistas con 6 o más años de experiencia ganan alrededor de 74 335 dólares. Los directores de arte con 6 o más años de experiencia ganan un promedio de 102 806 dólares anuales.